# After Burner
After Burner (яп. アフターバーナー Афута: Ба:на:) — компьютерная игра 1987 года, выполненная в жанре симулятора полёта. Разработана компанией Sega AM2 и выпущена Sega для аркадных автоматов. Позднее игра неоднократно портировалась на другие консоли и компьютеры.

## Геймплей

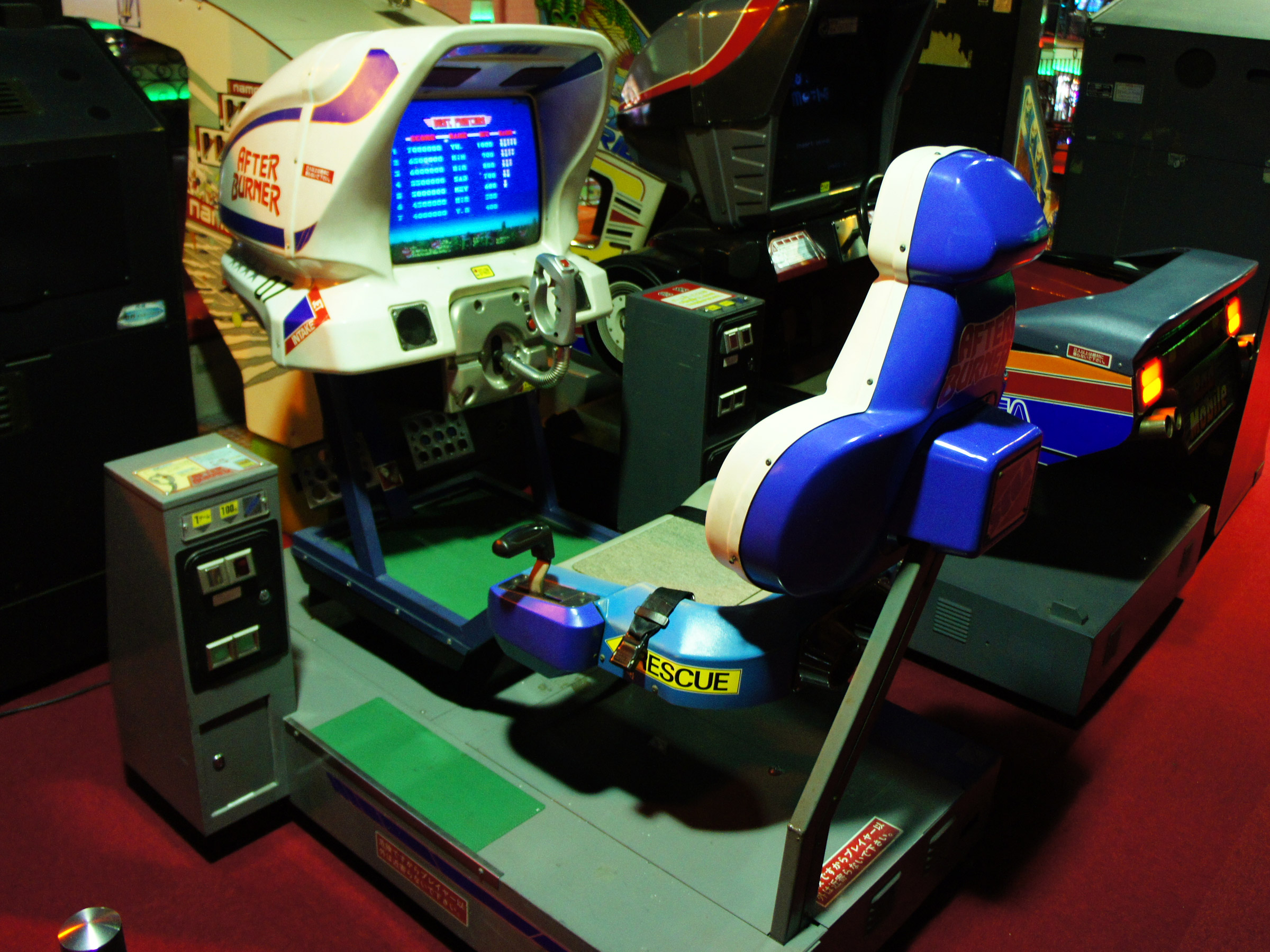
Аркадный автомат After Burner

Игрок управляет самолётом F-14 Tomcat, который должен уничтожить ряд врагов на протяжении 18 уровней. В начале игры игрок вылетает из авианосца «Sega Enterprise», который имеет схожее название с тем, что появляется в фильме «Лучший стрелок».
Самолёт использует пулемет и имеет ограниченный набор ракет. Ракеты пополняются за счет другого самолета после прохождения несколько этапов. В качестве управления игрок использует джойстик.
Сама игра была выпущена в двух вариантах: стандартном вертикальном корпусе и с вращающейся кабиной. Кабину можно повернуть вертикально и горизонтально.

## Порты и продолжения
After Burner была позднее была портирована на такие консоли и компьютеры, как Amiga, Amstrad, Atari ST, Commodore 64, MS-DOS, MSX, NES, Sega 32X, Sega Master System и ZX Spectrum. На последних двух консолях был выпущен ремейк игры с новой графикой как часть серии «Sega Ages».
Благодаря успеху, After Burner имеет несколько продолжений. Через несколько месяцев был выпущен сиквел After Burner II, которая имеет несколько нововведений в геймплее.
После этого в 1990 году был выпущен G-LOC: Air Battle, где игрок также управлял самолётом F-14 Tomcat. Этот же самолёт фигурировал в следующих играх от Sega: Strike Fighter и Sky Target. На Sega Mega-CD был выпущен After Burner III.
В 2006 году на аркадную платформу Sega Lindbergh был выпущен After Burner Climax. В 2010 году игра была портирована на консоли PlayStation 3 и Xbox 360. На платформу PlayStation Portable был выпущен спин-офф After Burner: Black Falcon.

### Список портированных версий
| Платформа          | Год                       | Издатель               | Примечания                                                           |
| ------------------ | ------------------------- | ---------------------- | -------------------------------------------------------------------- |
| Аркадный автомат   | Июль 1987 1987 1987       | Sega                   | Оригинальная версия.                                                 |
| Sega Master System | 12 декабря 1987 1988 1988 | Sega                   |                                                                      |
| MS-DOS             | 1987                      | Sega                   |                                                                      |
| Amstrad CPC        | 1988                      | Sega, Activision       |                                                                      |
| Atari ST           | 1988                      | Activision, Hit Squad  |                                                                      |
| Commodore 64       | 1988 1988                 | Activision             |                                                                      |
| MSX                | 1988                      | Activision             |                                                                      |
| ZX Spectrum        | 1988                      | Activision, Ocean, MCM |                                                                      |
| Sharp X68000       | 26 апреля 1989            | Dempa Shinbunsha       |                                                                      |
| NES                | 30 марта 1989 1989        | Tengen, Sunsoft        | В Японии была выпущена под названием After Burner II.                |
| Amiga              | 1989 1989                 | Activision, Sega       |                                                                      |
| Sega 32X           | 13 января 1995 1995 1995  | Sega                   | В Европе и Японии была выпущена под названием After Burner Complete. |

## Музыка
Музыку к игре After Burner была написана композитором Хироси Кавагути, также над ней работала группа S.S.T. Band. Композиции из игры неоднократно входили в различные музыкальные альбомы. Ремикс главной темы After Burner присутствует в игре Bayonetta (2009).
| Список музыкальных альбомов с композициями из After Burner      | Список музыкальных альбомов с композициями из After Burner | Список музыкальных альбомов с композициями из After Burner | Список музыкальных альбомов с композициями из After Burner | Список музыкальных альбомов с композициями из After Burner | Список музыкальных альбомов с композициями из After Burner |
| Название                                                        | Дата выпуска                                               | Количество треков                                          | Длительность                                               | Издатель                                                   | Носитель                                                   |
| --------------------------------------------------------------- | ---------------------------------------------------------- | ---------------------------------------------------------- | ---------------------------------------------------------- | ---------------------------------------------------------- | ---------------------------------------------------------- |
| Sega Game Music Vol.3 After Burner                              | 10 октября 1987                                            | 5                                                          | 58:47                                                      | G.M.O. Records, Alfa Records, Warner-Pioneer               | CD                                                         |
| Sega Game Music Vol.3 After Burner                              | 10 октября 1987                                            | 4                                                          | 45:36                                                      | G.M.O. Records, Alfa Records, Warner-Pioneer               | Кассета, грампластинка                                     |
| Beep Special Project — BEST GAME MUSIC SELECTION                | Ноябрь 1987                                                | 10                                                         | 13:55                                                      | Softbank Publishing                                        | Flexi disc                                                 |
| Sega Taikan Game Special                                        | 21 декабря 1987                                            | 19                                                         | 58:03                                                      | G.M.O. Records, Alfa Records, Warner-Pioneer               | CD, кассета                                                |
| GS SELECTION — GS Club Special Project                          | Март 1988                                                  | 22                                                         | 13:39/13:40                                                | Softbank Publishing                                        | 2 Flexi Disc                                               |
| Galaxy Force -G.S.M. SEGA 1-                                    | 21 июля 1988                                               | 8                                                          | 58:46                                                      | Pony Canyon, Scitron Label                                 | CD, кассета, грампластинка                                 |
| Super Sonic Team -G.S.M. SEGA 3-                                | 21 октября 1989                                            | 16                                                         | 70:26                                                      | Pony Canyon, Scitron Label                                 | CD                                                         |
| Mega Selection -G.S.M. SEGA-                                    | 15 декабря 1989                                            | 10                                                         | 47:27                                                      | Pony Canyon, Scitron Label                                 | CD, кассета                                                |
| After Burner                                                    | 21 января 1990                                             | 9                                                          | 29:54                                                      | Pony Canyon, Scitron Label                                 | CD                                                         |
| S.S.T. Band Live! -G.S.M. SEGA-                                 | 31 октября 1990                                            | 10                                                         | 55:31                                                      | Pony Canyon, Scitron Label                                 | CD                                                         |
| S.S.T. Band Live                                                | 21 ноября 1990                                             | 7                                                          | 45:44                                                      | Pony Canyon                                                | VHS                                                        |
| SING!! SEGA Game Music presented by B.B. Queens                 | 26 июля 1992                                               | 9                                                          | 38:26                                                      | BMG Victor                                                 | CD                                                         |
| Game Music Festival Live Summer ’93 ~OFFICIAL BOOTLEG CASSETTE~ | 1993                                                       | 12                                                         | 55:20                                                      | Pony Canyon, Scitron Label                                 | Кассета                                                    |
| CLUB SEGA                                                       | 17 октября 1997                                            | 10                                                         | 69:08                                                      | Marvelous Entertainment, Pony Canyon                       | CD                                                         |
| Scitron 10th Anniversary Special CD Sampler                     | 1998                                                       | 30                                                         | 64:55/69:15                                                | Scitron Label                                              | 2 CD                                                       |
| Sega Game Music Vol.3 After Burner                              | 20 декабря 2000                                            | 36                                                         | 58:32                                                      | Scitron and Art                                            | CD                                                         |
| Segacon -The Best of Sega Game Music- Vol.1                     | 24 октября 2001                                            | 63                                                         | 65:13/58:23/50:39                                          | SME Visual Works                                           | 3 CD                                                       |
| Back in the S.S.T. Band!! ~The Very Best~                       | 19 ноября 2003                                             | 16                                                         | 72:42                                                      | Scitron Digital Contents, Sony Music Distribution          | CD                                                         |
| STORM! — SHOOTING GAME SOUND OMNIBUS Vol.2                      | 7 января 2004                                              | 32                                                         | 71:18                                                      | TEAM Entertainment, Sony Music Distribution                | CD                                                         |
| Sega Ages Sound Track the Best Plus                             | 20 октября 2004                                            | 47                                                         | 71:25/73:49                                                | TEAM Entertainment, Sony Music Distribution                | 2 CD                                                       |
| Game Sound Legend Arrange Series — Speed & Wind                 | 17 ноября 2004                                             | 15                                                         | 69:06                                                      | Scitron Digital Contents                                   | CD                                                         |
| S.S.T. Band ~Live History~                                      | 20 сентября 2006                                           | 25                                                         | 113:02                                                     | Happinet                                                   | DVD                                                        |
| Extra — Official Compilation                                    | 22 июня 2007                                               | 14                                                         | 73:59                                                      | Five Records, Geneon Entertainment                         | CD                                                         |
| AFTER BURNER 20th Anniversary Box                               | 29 ноября 2007                                             | 111                                                        |                                                            | Wave Master, SEGA Direct                                   | 6 CD                                                       |
| Violin de Hiitemita ep2 ~ Maou no Gyakushuu / Scream no Hito    | 2 сентября 2009                                            | 7                                                          | 28:59                                                      | SuperSweep                                                 | CD                                                         |

### After Burner
Альбом After Burner (яп. アフターバーナー Афута: Ба:на:) был выпущен 21 июня 1990 года группой S.S.T. Band. Альбом содержит 9 песен.
| №                   | Название                    | Музыка              | Длительность |
| ------------------- | --------------------------- | ------------------- | ------------ |
| 1.                  | «Maximum Power ~ Red Out»   | S.S.T. Band         | 4:21         |
| 2.                  | «After Burner (Version II)» | S.S.T. Band         | 6:13         |
| 3.                  | «Maximum Power»             | S.S.T. Band         | 1:14         |
| 4.                  | «Final Take Off»            | S.S.T. Band         | 3:53         |
| 5.                  | «After Burner»              | S.S.T. Band         | 5:23         |
| 6.                  | «Red Out»                   | S.S.T. Band         | 3:19         |
| 7.                  | «Super Stripe»              | S.S.T. Band         | 3:33         |
| 8.                  | «City 202»                  | S.S.T. Band         | 1:00         |
| 9.                  | «Se Collection»             | S.S.T. Band         | 0:58         |
| Общая длительность: | Общая длительность:         | Общая длительность: | 29:54        |

## Отзывы и критика
Игра получила в основном положительные отзывы от критиков. Сайт GamePro в обзоре на игру для Sega 32X хвалили за графику и звук, оценив в итоге в 70%. Журнал Computer and Video Games критиковал версию на Sega Master System за невозможность воспроизвести точную копию игры на аркадном автомате, но хвалили компанию Sega за отличную работу при создании игры.
Однако некоторые критики ставили низкие оценки игре, такие как The Video Game Critic и Game Freaks 365.